# Baldomero Aguinaldo
Baldomero Aguinaldo y Baloy (* 27. Februar 1869 in Kawit, Provinz Cavite; † 4. Februar 1915 in Manila) war ein philippinischer Revolutionsführer und General im philippinisch-amerikanischen Krieg, auf Seiten der ersten philippinischen Republik.

## Leben
Baldomore Aguinaldo wurde geboren als Sohn von Cipriano Aguinaldo und Silveria Baloy. Seine Schulausbildung begann er an einer privaten Schule in San Rogue. Nach dem Abschluss seiner Grundschulausbildung schrieb er sich an der Ateneo Municipal, heute Ateneo de Manila University, brach jedoch ab und schrieb sich an der Päpstlichen und Königlichen Universität des heiligen Thomas von Aquin in Manila ein, um Rechtswissenschaften zu studieren. Er fiel 1896 jedoch bei der Prüfung durch. Durch den Ausbruch der philippinischen Revolution im August 1896 konnte er sie auch nicht mehr wiederholen, da er sich entschloss dem Katipunan anzuschließen und seinem Cousin Emilio Aguinaldo zu folgen.
Er war beteiligt an den Schlachten von Binakayan, Dalahican und Noveleta (9.–10. November 1896); in Zapote am 17. Februar 1897; in Salitran 7. März und der Schlacht von Alapan, Imus am 28. Mai 1898. Letztere war der erste Sieg der Revolutionsarmee während des Krieges. Er unterzeichnete die Verfassung von Biak-na-Bato und war der Finanzminister der Republik von Biak-na-Bato. Baldomero Aguinaldo folgte seinem Cousin in das Exil nach Hongkong und war Mitbegründer des Hongkong-Komitees.
Nach dem Ausbruch des Spanisch-Amerikanischen Krieges kehrte er nach Manila zurück. Nach der Unabhängigkeitserklärung vom 12. Juni 1898 wurde er zum Minister der Finanzen und war verantwortlich für die Öffentlichkeitsarbeit. Nach der Ausrufung der ersten philippinischen Republik diente er im Kabinett unter Apolinario Mabini als Kriegs- und Finanzminister bis zum 7. Mai 1899. Er wurde danach zum Befehlshaber der Revolutionsarmee im Süden der Insel Luzon. Nach dem Ende des Krieges zog er sich enttäuscht in sein Privatleben zurück. 1912 wurde er zum Präsidenten der Philippine Veteran’s Association.
Am 4. Februar 1915 starb er an den Folgen eines Herzinfarktes. Er wurde später auf dem Friedhof des Barangay Binakayan, in Kawit, offiziell beigesetzt.